# Eschelbach (Brettach)
Der Eschelbach ist ein zwei Kilometer langer Bach im nördlichen Baden-Württemberg, der nach nordöstlichem Lauf im Dorf Scheppach der Gemeinde Bretzfeld im Hohenlohekreis von links in die mittlere Brettach mündet.

## Geographie

### Verlauf
Der Eschelbach beginnt seinen Lauf weniger als 200 Meter nordöstlich des Weilerrandes von Wieslensdorf im Gemeindegebiet von Obersulm im Landkreis Heilbronn. Dort setzt auf etwa 236 m ü. NHN ein Graben ein, dem schon auf den ersten hundert Metern aus verschiedenen Richtungen einige meistens trockene Gräben zulaufen. Der Eschelbach läuft, zunächst mit kahlen Ufern und in recht geradem Lauf, durchweg nordostwärts auf das Dorf Scheppach zu, links in anfangs weniger als 50 Metern Abstand von der Bahnstrecke Heilbronn–Crailsheim begleitet und auf der rechten Wasserscheide von der aus Obersulm-Eschenau kommenden L 1035.
Schon nach weniger als 200 Metern wechselt der Bach auf die Scheppacher Gemarkung, nach insgesamt etwa 400 Metern setzt am Ufer eine begleitende Baumgalerie ein. Der zwischen steilen Böschungen ungefähr fünf Meter eingetiefte Bach hat nun eine ein bis zwei Meter breite Sohle, er schlängelt sich leicht mit recht großen Krümmungsradien. Etwa 200 Meter vor der Ortsgrenze von Scheppach durchläuft er ein Hochwasserrückhaltebecken, das nur nach starken Niederschlägen einstaut.
In der Ortskontur Scheppachs, dessen Bebauung zunächst nur linksseits bis nahe ans Ufer reicht, läuft der Bach mit seiner Galerie noch etwas weiter, ehe er nach dem von dieser Straße abgehenden Bienenweg an die Badstraße tritt und dort in einer Verdolung verschwindet. Diese läuft unter der Badstraße weiter, dann unter der Jahnstraße und schließlich unter der Weinsberger Straße. Neben deren Flussbrücke mündet er schließlich auf etwa 210 m ü. NHN von links in die mittlere Brettach, nur etwa 200 Meter unterhalb des größeren, im Dorf von derselben Seite einfließenden Gabelbachs.
Der Eschelbach mündet nach 2,0 km langem Lauf mit mittlerem Sohlgefälle von etwa 13 ‰ rund 26 Höhenmeter unterhalb seines Grabenbeginns. Ihm fließen nur unbeständig wasserführende Gräben zu.

### Einzugsgebiet
Der Eschelbach hat ein 3,1 km² großes Einzugsgebiet. Naturräumlich gesehen liegt ein vergleichsweise kleiner Teil von ihm nordwestlich von Wieslensdorf im Unterraum Sulmer Bergebene der Löwensteiner Berge in den Schwäbisch-Fränkischen Waldbergen, der viel größere übrige aber im Unterraum Brettachbucht der Westlichen Hohenloher und Haller Ebene. Der höchste Punkt an der Südecke des Einzugsgebietes auf dem Hügelrücken vor dem Gabelbach erreicht etwa 282 m ü. NHN. Bis auf den wenig großen, bewaldeten Flächenanteil des Sauhölzles nordwestlich und nördlich von Wieslensdorf ist das Gebiet offen. Es gibt neben Äckern relativ viele Obstwiesen, sonstige Wiesen nur wenige am Mittellauf in der unmittelbaren Bachmulde.
Etwa ein Drittel des Einzugsgebietes im Süden um Wieslensdorf gehört zur Gemeinde Obersulm im Landkreis Heilbronn, die übrigen zwei Drittel zur Gemeinde Bretzfeld im Hohenlohekreis. Die einzigen Siedlungsplätze sind der genannte Weiler Wieslensdorf im Süden, das Dorf Scheppach von Bretzfeld an der Mündung im Nordosten und ein auf der nordwestlichen Wasserscheide stehender Einzelhof des Bretzfelder Dorfes Waldbach.
Reihum grenzen die Einzugsgebiete der folgenden Nachbargewässer an:
- Im Nordwesten entwässert der Waldbach über den Dimbach und dann den Schwabbach abwärts der Eschelbach-Mündung in den Kocher-Zufluss Brettach;
- im Osten fließt der Gabelbach zu seiner Mündung in die Brettach nur etwa 200 Meter weiter aufwärts ebenfalls in Scheppach;
- im Südwesten liegt das Einzugsgebiet des Michelbachs, der über die Sulm oberhalb des Kochers den Neckar speist.

### Zuflüsse und Seen
Liste der Zuflüsse und  Seen von der Quelle zur Mündung. Gewässerlänge, Einzugsgebiet und Höhe nach den entsprechenden Layern auf der Onlinekarte der LUBW. Andere Quellen für die Angaben sind vermerkt.
Grabenbeginn des Eschelbachs auf etwa 236 m ü. NHN weniger als 200 Meter nordöstlich des Ortsrandes von Obersulm-Wieslensdorf neben der Bahnstrecke Heilbronn–Crailsheim. Der Bach fließt durchweg etwa nordostwärts.
- Fast konzentrischer Zulauf einiger unbeständig wasserführender Gräben von allerhöchstens 1,0 km Länge am Grabenbeginn und auf den ersten hundert Metern des Bachs.
- Durchfließt auf etwa 225 m ü. NHN etwa 200 Meter vor der Ortsgrenze von Bretzfeld-Scheppach das 2010 errichtete und gewöhnlich trockenliegende Hochwasserrückhaltebecken Eschelbach des Wasserverbands Neuenstadter Brettach, dessen 9,2 m hoher Erddamm bis zu 59.600 m³ Wasser zurückhalten kann und ungesteuert wieder abgibt.[LUBW 7]
- (Graben vom Köhlergreut), von links und Westen auf etwa 220 m ü. NHN an der Grenze der Wohnbebauung von Scheppach, ca. 0,9 km und ca. 0,5 km². Entsteht auf etwa 243 m ü. NHN im Gewann Köhlergreut etwas östlich des Waldbacher Einzelgehöfts. Unbeständig wasserführender Graben zwischen Feldern und Feldwegen in natürlicher Mulde.

Mündung des Eschelbachs von links und Südwesten auf etwa 210 m ü. NHN im Dorf Scheppach von Bretzfeld neben der Flussbrücke der Weinsberger Straße (L 1035). Der Eschelbach ist 2,0 km lang und hat ein 3,1 km² großes Einzugsgebiet.

## Geologie
Im Einzugsgebiet liegt überall im Untergrund Gipskeuper (Grabfeld-Formation), der allerdings oft durch viel jüngere quartäre Schichten überlagert ist. So liegt auf Höhe des Oberlaufs an der rechten Wasserscheide eine Insel von Lösssediment und der Mündung zu liegen teils auf voller Breite des Einzugsgebietes lösshaltige Fließerden. Bei Wieslensdorf zum beginnenden Bachgraben konvergierende, unbeständig wasserführende Gräben sind schon von Schwemmsedimentbändern begleitet, ein solches zieht sich dann dem Weg des Eschelbachs entlang bis in den Mündungsort, ehe der Bach auf seinen letzten Metern durch die Auenlehme der Brettachaue läuft.

## Schutzgebiete
Ein Randstreifen des Einzugsgebietes nordwestlich von Wieslensdorf gehört zu einem aus dem Waldbachtal herüberreichenden Wasserschutzgebiet, einer entlang der östlichen Wasserscheide liegt im Naturpark Schwäbisch-Fränkischer Wald.

### LUBW
Amtliche Online-Gewässerkarte mit passendem Ausschnitt und den hier benutzten Layern: Lauf und Einzugsgebiet des Eschelbachs

Allgemeiner Einstieg ohne Voreinstellungen und Layer: Daten- und Kartendienst der Landesanstalt für Umwelt Baden-Württemberg (LUBW) (Hinweise)
1. 1 2 3 4  Höhe nach dem Höhenlinienbild auf dem Hintergrundlayer Topographische Karte.
2. 1 2  Länge nach dem Layer Gewässernetz (AWGN).
3. 1 2  Einzugsgebiet nach dem Layer Basiseinzugsgebiet (AWGN).
4. ↑  Natur teilweise nach dem Layer Geschützte Biotope.
5. ↑  Länge abgemessen auf dem Hintergrundlayer Topographische Karte.
6. ↑  Einzugsgebiet abgemessen auf dem Hintergrundlayer Topographische Karte.
7. ↑  Hochwasserrückhaltebecken nach dem Layer Stauanlage.
8. ↑  Schutzgebiete nach den einschlägigen Layern.

### Andere Belege
1. ↑  Wolf-Dieter Sick: Geographische Landesaufnahme: Die naturräumlichen Einheiten auf Blatt 162 Rothenburg o. d. Tauber. Bundesanstalt für Landeskunde, Bad Godesberg 1962. → Online-Karte (PDF; 4,7 MB)
2. ↑  Geologie nach den Layern zu Geologische Karte 1:50.000 auf: Mapserver des Landesamtes für Geologie, Rohstoffe und Bergbau (LGRB) (Hinweise). Ein ähnliches Bild bietet die unter → Literatur aufgeführte geologische Karte.